# غلافی (سرده)
غلافی (نام علمی: Monochoria) نام یک سرده از تیره غلافیان است.